# خوزه لوپز پورتیو
خوزه لوپز پورتیو (انگلیسی: José López Portillo؛ (زادهٔ ۱۶ ژوئن ۱۹۲۰ – درگذشته ۱۷ فوریه ۲۰۰۴) یک سیاستمدار و وکیل اهل مکزیک که از ۱۹۷۶ تا ۱۹۸۲ رئیس‌جمهور این کشور بود. وی قبل از ریاست جمهوری مکزیک، در کابینه لوئیس اچوریا سمت وزارت دارایی را در اختیار داشت.